# Saint-Paulet
Saint-Paulet – miejscowość i gmina we Francji, w regionie Oksytania, w departamencie Aude.
Według danych na rok 1990 gminę zamieszkiwało 140 osób, a gęstość zaludnienia wynosiła 19 osób/km² (wśród 1545 gmin Langwedocji-Roussillon Saint-Paulet plasuje się na 763. miejscu pod względem liczby ludności, natomiast pod względem powierzchni na miejscu 884.).

## Zabytki
Zabytki w miejscowości posiadające status monument historique:
- krzyż krążkowy (croix discoïdale)